# Come Back Home
「Come Back Home」（カム・バック・ホーム）は、HOME MADE 家族の通算15枚目のシングル。

## 概要
2008年第4弾シングル。
初回生産限定盤には13thシングル「EASY WALK」のPVが収録されたDVDが封入されている。 

## 収録曲

### CD
1. Come Back Home
日本テレビ系『音楽戦士 MUSIC FIGHTER』2008年9月度オープニングテーマ
2. 一言家
3. EASY WALK (DJ Deckstream Remix)
13thシングル「EASY WALK」のリミックス。

### 初回盤付属DVD
1. EASY WALK (Music Video)